# Jeanerette
Jeanerette – miasto w Stanach Zjednoczonych, w stanie Luizjana, w parafii Iberia.